# Teltow-Fläming
Teltow-Fläming là một Kreis (huyện) ở phía tây nam Brandenburg, Đức. Các huyện giáp ranh là (từ phía đông theo chiều kim đồng hồ) Dahme-Spreewald, Elbe-Elster, các huyện Wittenberg ở Saxony-Anhalt, huyện Potsdam-Mittelmark, và Bundesland Berlin.

## Địa lý
Huyện được đặt tên theo hai vùng chính: Teltow là một vành đai nông nghiệp ở phía nam Berlin, Fläming là một vùng đồi rừng ở phía nam; khu vực nằm ở huyện này là Hạ Fläming, còn Thượng Fläming tọa lạc ở Potsdam-Mittelmark.

## Lịch sử
Huyện được lập năm December 1993 thông qua việc hợp nhất các huyện cũ Luckenwalde, Jüterbog và Zossen, cũng như một phần nhỏ của các huyện cũ như Luckau.
Thị xã Teltow không thuộc huyện Teltow-Fläming.

## Thị xã và đô thị
| Thị xã không thuộc Amt                                                    | Các đô thị không thuộc Amt                                                                                                  | Amt                                                                       |
| ------------------------------------------------------------------------- | --- | ------------------------------------------------------------------------- |
| 1. Baruth 2. Jüterbog 3. Luckenwalde 4. Ludwigsfelde 5. Trebbin 6. Zossen | 1. Am Mellensee 2. Blankenfelde-Mahlow 3. Großbeeren 4. Niederer Fläming 5. Niedergörsdorf 6. Nuthe-Urstromtal 7. Rangsdorf | 1. Dahme/Mark 1. Dahme1, 2 2. Dahmetal 3. Ihlow 1thủ phủ của Amt; 2thị xã |